# Apocalypse Hoboken
Apocalypse Hoboken é uma banda de punk rock formada em Chicago.
Em 2003, a banda participou da coletanêa The Rocky Horror Punk Rock Show, com a canção "Sweet Transvestite". Essa coletanêa contem canções da trilha sonora do filme The Rocky Horror Picture Show com novas versões por bandas modernas de punk rock.

## Discografia
- "Apocalypse Hoboken Now" (1984, MCA Records)
- "Newcomers" (1987, MCA Records)
- "Yes, But..." (1989, MCA Records)
- "Green Monster" (1990, Johann's Face Records)
- "Easy Instructions For Complex Machinery" (1996, Johann's Face Records)
- "Now's Not A Good Time" EP (1996, Rocco Records)
- "Date Rape Nation/Jerk Lessons" (1997, Johanns Face Records)
- "Apocalypse Hoboken/Oblivion" split (1997, Harmless Records)
- "Superincredibleheavydutydudes" (1997, Labyrinth/Rotz Records)
- "House Of The Rising Son Of A Bitch" (1998, Kung Fu Records)
- "Microstars" (2000, Kung Fu Records)
- "Inverse, Reverse, Perverse" (2000, Suburban Home Records 014)